# Марк Райдер
Марк Райдер (англ. Mark Ryder; 1989) — актор родом з Північної Ірландії. Освіту отримав у Методистському Коледжі Белфаста.
Найбільш відомий за роллю Чезара Борджії в серіалі Борджія.

## Фільмографія
| Рік  | Фільм                        | Роль                  | Примітки                 |
| ---- | ---------------------------- | --------------------- | ------------------------ |
| 2009 | П'ять хвилин раю             | молодий Алістер       | У титрах як Марк Девісон |
| 2010 | Робін Гуд                    | Онук барона Бальдвіна | У титрах як Марк Дейвід  |
| 2011 | Альбатрос                    | Річ                   |                          |
| 2011 | Лібертатія (Короткометражка) | Ґабріель              | У титрах як Марк Дейвід  |
| 2012 | Добрі Вібрації               | Ґреґ                  | Пост-продукція           |

| Рік       | Серіал           | Роль           | Примітки                    |
| --------- | ---------------- | -------------- | --------------------------- |
| 2009      | Маленький острів | Кіп            | У титрах як Марк Девісон    |
| 2010      | Coming Up        | Лідер          | «Хлопець» з першого епізоду |
| 2011-досі | Борджіа          | Чезаре Борджіа | Головна роль                |